# サイラス・グリフィン
サイラス・グリフィン（英語: Cyrus Griffin、1749年7月16日 - 1810年12月14日）は、連合規約下の連合会議第10代かつ最後の議長である。その任期は1788年1月22日から1789年3月2日である。前任者はアーサー・セントクレアであった。議長就任に先立つ1787年9月17日にアメリカ合衆国憲法が採択されており、グリフィンの就任中は各邦でその批准のための議論が行われていた。1788年6月21日のアメリカ合衆国憲法の承認に伴い、新しい合衆国政府設立の準備が連合会議とその議長の任務となり、政府発足により議長職は廃止された。

## 生涯
1749年にバージニアのファーナムで生まれた。イングランドで学び、そこにいる間に第6代トラクエア伯爵ジェームズ・スチュアートの娘クリスティーヌ・スチュアートと結婚した。バージニア議会議員となり、1778年から1781年、および1787年から1788年に大陸会議および連合会議の代議員となった。1788年には上記のとおり連合会議の最後の議長を務めた。海事最高裁判所の開設から閉鎖まで裁判長となり、1789年にはクリーク族に対する監察官を務め、1789年12月から1810年12月14日に（バージニア州ヨークタウンで）死ぬまで、アメリカ合衆国バージニア地方裁判所の判事を務めた。
```
不正確なウェブサイトでグリフィンは（第7代あるいは第10代）アメリカ合衆国大統領（
President of the United States
）と主張しているが、実際には連合規約下の最後の議長であった(ただし双方ともPresidentを名乗っている)。歴史家達はグリフィンの肩書きとその責任はアメリカ合衆国憲法で作られた大統領職とは違うものとしている。
```